# Samuel Cornish
Pour les articles homonymes, voir Cornish.
Samuel Cornish (1795-1858) est un journaliste et abolitionniste afro-américain,. Il est né dans le comté du Sussex au Delaware de parents libres.

## Biographie
En 1815, il emménage à Philadelphie puis en 1821 à New York, où il organise une congrégation de presbytériens noirs. À son ordination en 1822, sa paroisse New Demeter Street Presbyterian Church devient la première église presbytérienne noire des États-Unis.
En 1827, il fonde avec John Russwurm le Freedom's Journal,, premier journal publié par des Afro-Américains dans le pays.
En 1833, il rejoint l'American Anti-Slavery Society, la principale société américaine contre l'esclavage.